# Assemblée de l'État de Californie
Session 2023-2024
Capitole de l'État de Californie
L'Assemblée de l'État de Californie (en anglais : California State Assembly) est la chambre basse de la législature de l'État américain de Californie.

## Système électoral
L'Assemblée de l'État de Californie est composée de 80 sièges pourvus pour deux ans au scrutin uninominal majoritaire à un tour dans autant de circonscriptions.
Chacun des membres représente environ 460 000 habitants. À cause de l'importante démographie de l'État et d'une législature relativement peu nombreuse, l'Assemblée possède le plus haut ratio de population par représentant de toutes les chambres basses des législatures des États américains et le second plus haut ratio de toutes les chambres basses aux États-Unis puisque seule la Chambre des représentants des États-Unis (donc de l'échelon fédéral) a un ratio plus élevé. 
Les membres de l'Assemblée sont limités à un maximum de six mandats, soit douze ans. Avant 2012, cette limite était de trois mandats, soit six ans.

## Siège

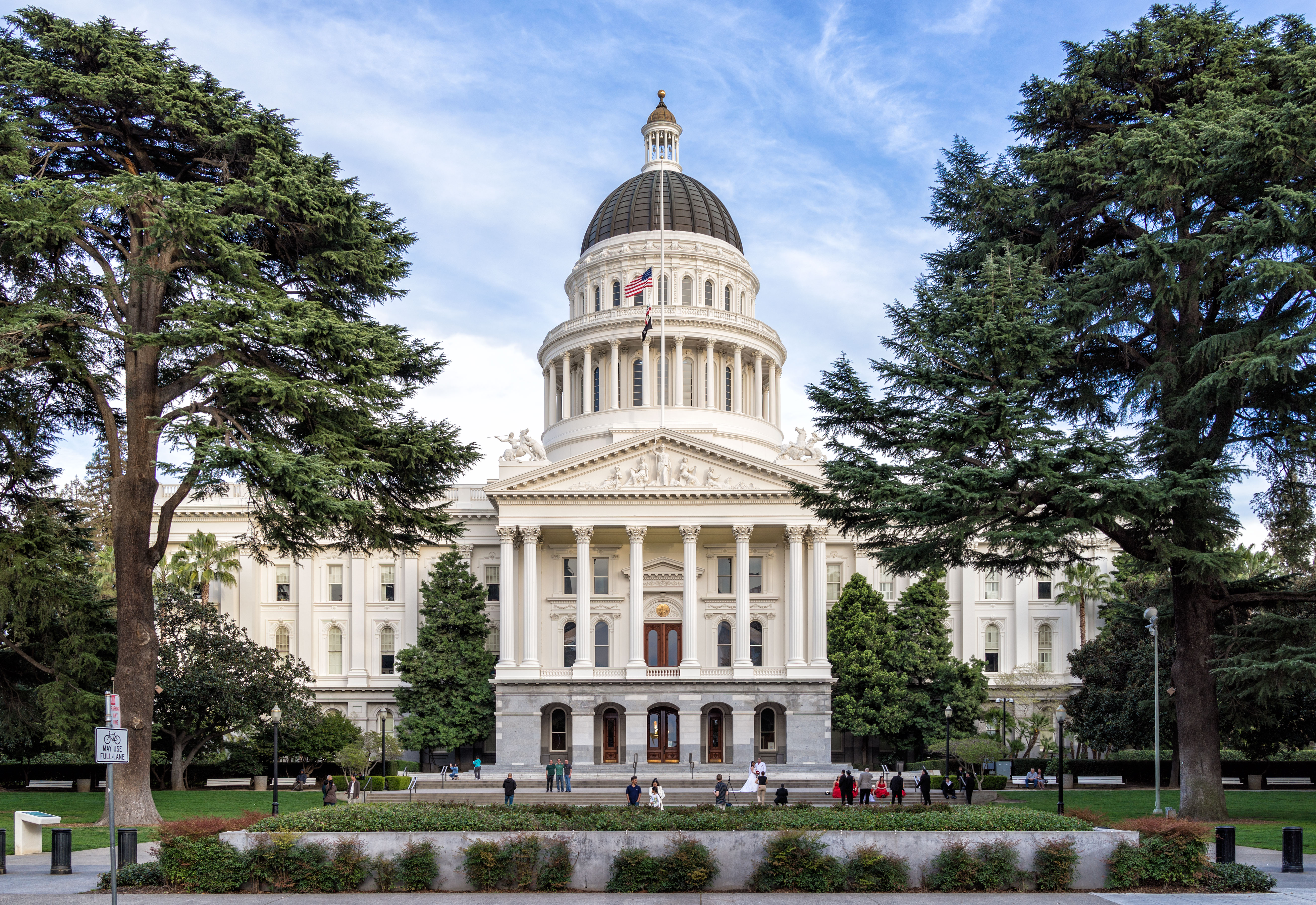
Vue extérieure du Capitole.

L'Assemblée siège au Capitole de l'État de Californie à Sacramento.

## Représentation
| Date      | Parti      | Parti        | Parti        | Total |
| Date      | Démocrates | Républicains | Indépendants | Total |
| --------- | ---------- | ------------ | ------------ | ----- |
| Date      |            |              |              | Total |
| 2008-2010 | 51         | 29           | 0            | 80    |
| 2010-2012 | 52         | 28           | 0            | 80    |
| 2012-2014 | 55         | 25           | 0            | 80    |
| 2014-2016 | 52         | 28           | 0            | 80    |
| 2016-2018 | 55         | 25           | 0            | 80    |
| 2018-2020 | 60         | 20           | 0            | 80    |
| 2020-2022 | 60         | 19           | 1            | 80    |
| 2022-2024 | 62         | 18           | 0            | 80    |

## Présidence

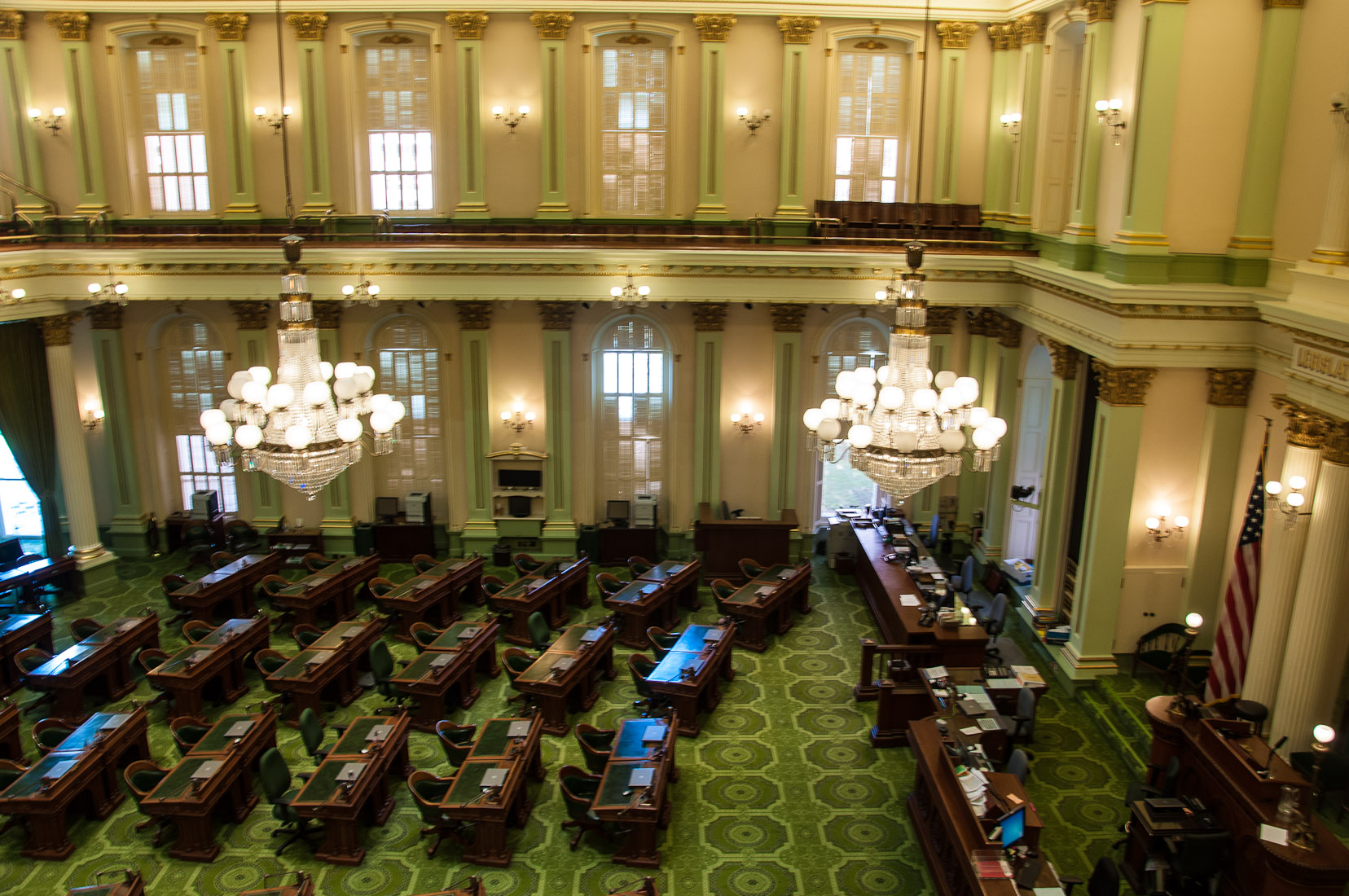
Salle des séances de l'Assemblée.

Depuis juin 2023, le président de l'Assemblée (speaker of Assembly) est Robert Rivas.